# غرايم موريس
غرايم موريس (5 فبراير 1963 في المملكة المتحدة - ) (بالإنجليزية: Graeme Morris)‏ هو لاعب كريكت بريطاني. لعب مع Northumberland County Cricket Club ‏.

## وصلات خارجية
- غرايم موريس على موقع إي آس بي آن كريك إنفو (الإنجليزية)